# Takács Bálint
Takács Bálint (Budapest, 1989. november 10. –) magyar vízilabdázó, védő, a TEVA-Vasas-UNIQA játékosa.

## Pályafutása
2007-ben a Földi László irányította TEVA-VasasPlaketben mutatkozott be a vízilabda élvonalban. Tagja volt a 2007-es máltai ifjúsági Európa-bajnokságon ezüstérmet szerzett magyar utánpótlás válogatottnak. Klubcsapatával 2008-ban, 2009-ben, 2010-ben és 2012-ben bajnoki címet, 2009-ben pedig magyarkupa-győzelmet szerzett. 2012 májusában a vízilabda Bajnokok Ligája négyes döntőjében szerepelt.

## Eredményei
Hazai
- Magyar bajnokság (OB I)
  - Bajnok (4): 2008, 2009, 2010, 2012 – TEVA-Vasas-UNIQA[1]
  - Ezüstérmes (1): 2011 – TEVA-Vasas-UNIQA

- Magyar kupa
  - Győztes (1): 2009

Nemzetközi
- Ifjúsági Európa-bajnokság
  - ezüstérmes (Málta, 2007)